# Verre creux

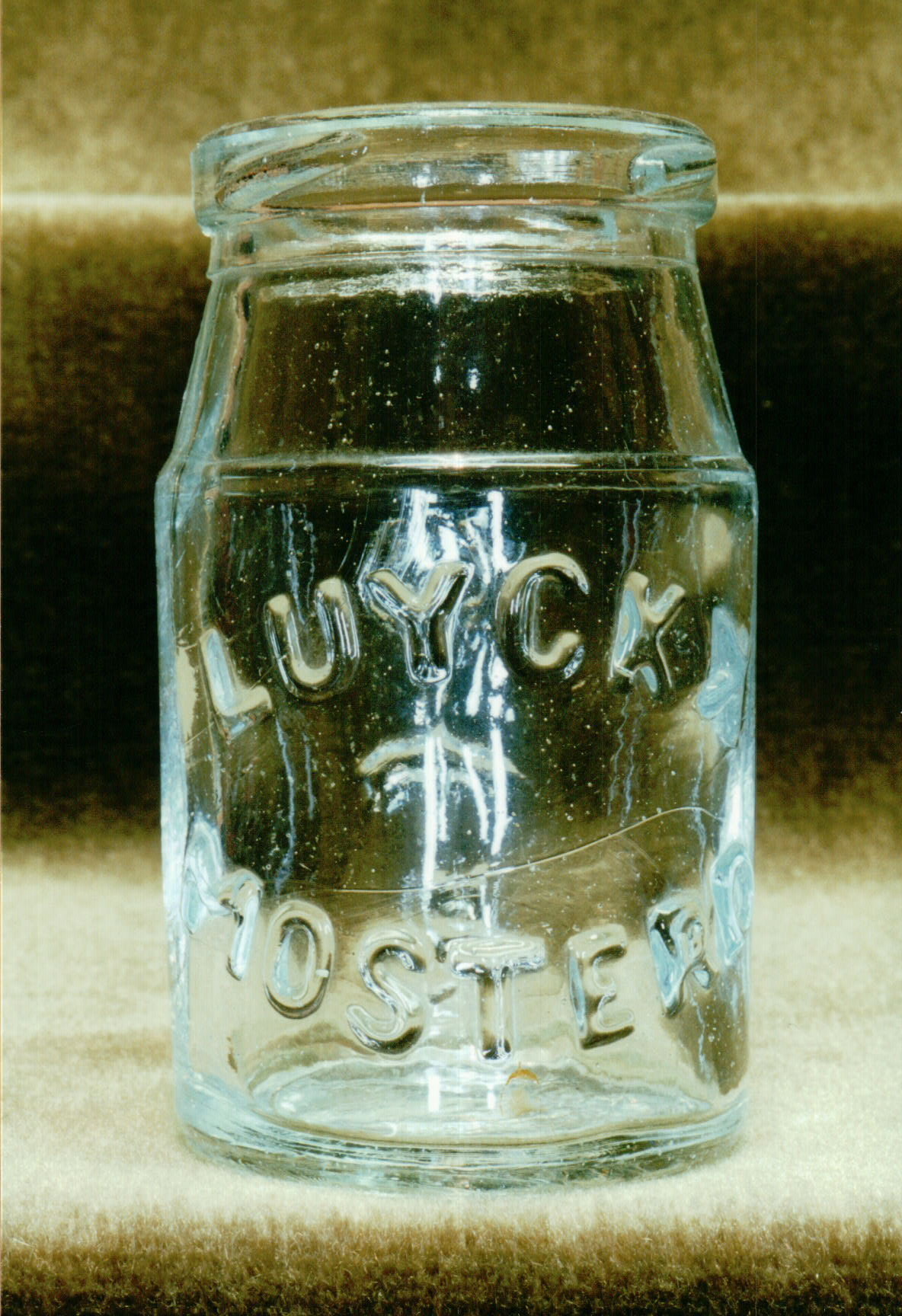
Un bocal à moutarde en verre (Pays-Bas, fin des années 1920).

Le verre creux est tout produit verrier ayant une forme non plane. Il est utilisé pour la fabrication d'emballages de liquides, de denrées alimentaires, de parfums et de verrerie de table : bouteilles, flacons, pots, bocaux, verres à boire, vaisselle, etc. Les verres creux constituent avec les verres plats, les fibres de verre et les verres cellulaires, les principales familles de verre.
Le verre creux constitue le plus gros tonnage de verre fabriqué.

## Mise en forme

### Procédés manuels
- Soufflage du verre avec ou sans moule : verre soufflé ;
- Coulage du verre dans un moule : verre coulé ;
- Pressage du verre dans un moule : verre pressé.

### Procédés industriels

#### Verre moulé
Le verre creux est fabriqué principalement par soufflage, par pressage ou par une combinaison de ces deux techniques. Dans tous ces cas un moule est utilisé, on parle alors de moulage par soufflage. Les bouteilles, les pots et les flacons sont fabriqués par ce procédé.
| Procédé                                             | Définition | Exemples |
| --------------------------------------------------- | --- | --- |
| Pressé                                              | Le verre fondu (paraison) tombe dans un moule, puis un poinçon descend pour presser le verre et former l’article                                                  | Verreries culinaires et de table (assiettes), pots de forme simple, isolateurs, briques et pavés, glaces et lentilles de phares |
| Soufflé–soufflé (blow-and-blow)                     | L’ébauche et la forme finie sont formées par soufflage | Bouteilles, flacons |
| Pressé–soufflé (press-and-blow)                     | L’ébauche est formée par pressage et la forme finie est formée par soufflage                                                                                      | Pots et bocaux, gobeleterie, bouteilles allégées                                                                                |
| Pressé–soufflé– tourné (procédé Hartford 28 ou H28) | L’ébauche est pressée puis mise en rotation dans le moule finisseur lors du soufflage. Permet la disparition des traces de moule et l'obtention de parois minces. | Gobeleterie, pots, verreries de laboratoire                                                                                     |
| Conformé–soufflé– tourné                            | Le pressage est remplacé par un laminage de l'écoulement de verre continu                                                                                         | Ampoules électriques |
| Centrifugé                                          | | Assiettes polies au feu, cônes de tubes cathodiques, radômes                                                                    |

#### Verre étiré
La fabrication des tubes de verre (ex. : tube luminescent) au niveau artisanal et au niveau industriel se fait par un procédé de soufflage combiné à l'étirage. On parle de soufflage - étirage et de verre étiré. Contrairement au procédé artisanal, les procédés industriels sont des procédés continus. On connait au niveau industriel :
- le procédé de Danner ;
- le procédé d'étirage en continu vers le bas ;
- le procédé d'étirage en continu par le haut.

Les ampoules pharmaceutiques et certains flacons sont fabriqués par conformage de ces tubes sur des machines à carrousel.